# Ksar Ich
Pour les articles homonymes, voir Ich et ICH.
Ksar Ich (en arabe : قصر إيش, en amazigh ⴰⵖⴻⵕⵎ ⵏ ⵢⵉⵛⵛ) est un village fortifié dans la province de Figuig, région de l'Oriental à l'est du Maroc , à la frontière algéro-marocaine. Ksar Ich appartient à l'archipel des ksours s'étendant entre l'est du Maroc et l'ouest de l'Algérie dans la région semi-désertique connue sous plusieurs noms, notamment: la zone des ksours, les ksours du Haut Atlas oriental, et était connue à l'époque du colonialisme français par le "sud Oranais".
Ksar Ich est appartient à la commune rurale de Beni  Guil, et dépend administrativement de la caïdat de Beni Guil, district de Figuig, province de Figuig. Elle se trouve à 103 km à l'est de Bouarfa, chef-lieu de la province de Figuig. Les habitants d'Ich sont représentés au conseil communal par un seul élu. L'autorité locale au sein du ksar est représentée par deux membres de l'autorité ayant le grade de cheikh et le grade de moqaddam.

## Étymologie
«Ich» est un mot amazigh signifiant «la corne». Il fait référence au sommet  de la montagne surplombant l'oasis et le ksar d'Ich depuis l'ouest. Le mot ksar («Aghrm» en amazigh) est ajouté pour désigner l'architecture spécifique aux zones semi-désertiques, qui se compose de bâtiments en terre battue, dans lesquels des matériaux locaux sont utilisés dans la construction. 